# Lorno
Il Lorno (talvolta chiamato anche canale Lorno) è un torrente che nasce nella media pianura parmense da acque sorgive nella località di Viarolo; è uno dei maggiori affluenti di sinistra del torrente Parma. Fa parte dei corsi d'acqua segnalati come meritevoli di tutela dalla regione Emilia-Romagna.

## Corso del torrente
Il Lorno nasce dall'unione di piccoli corsi d'acqua alimentati da una serie di risorgive di pianura poco a est della località di Viarolo, ai confini fra il comune di Parma e quello di Sissa Trecasali.

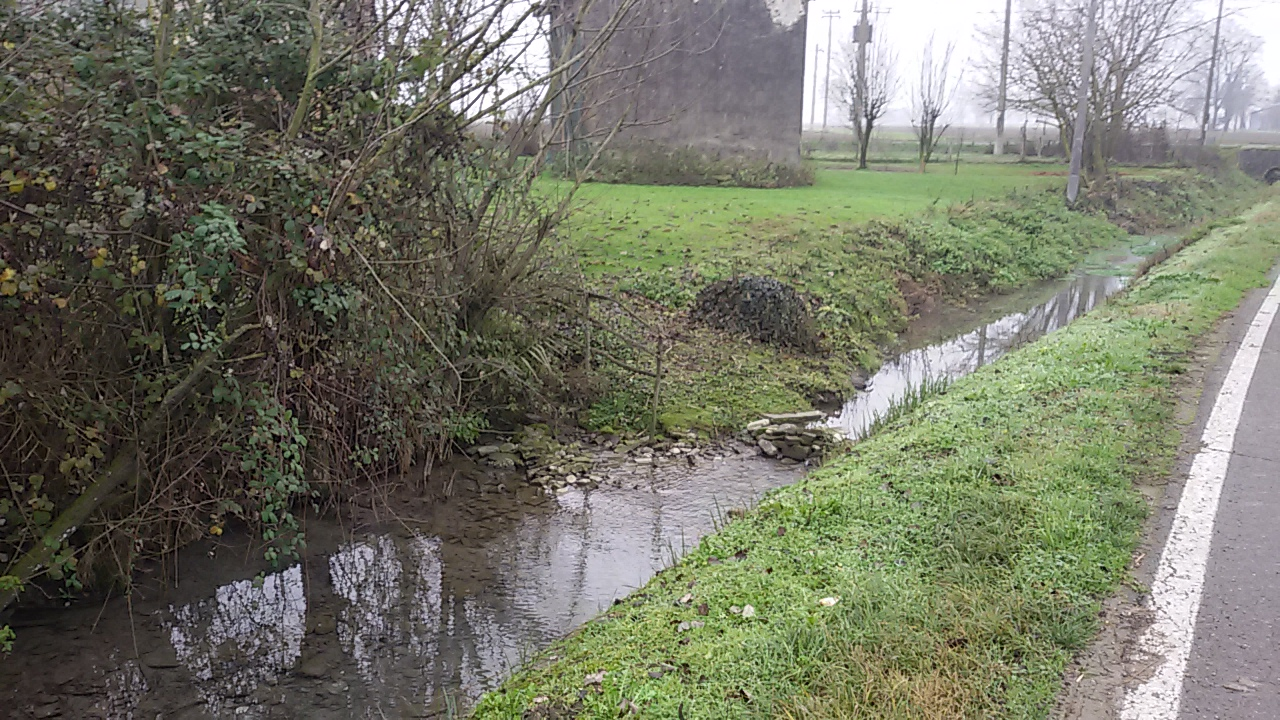
Risorgive da cui nasce il Lorno

Nel primo tratto, scorrendo con il nome di "Lornetto dell'acqua chiara" riceve alcuni ulteriori apporti di altre risorgive, in particolare da destra dalle copiose risorgive di Viarolo. Dopo aver segnato il confine fra i comuni di Sissa Trecasali e Parma prima e Sissa Trecasali e Torrile poi, riceve presso la località Molino del Sole in destra idraulica il "Lorno dell'acqua fissa", un canale artificiale derivato dal cavo Galasso, cavo che scorrerà parallelo al Lorno sino quasi alla foce.
Dopo aver attraversato l'oasi LIPU di Torrile, il Lorno scorre verso nord est sino in prossimità della località di Sanguigna, nel comune di Colorno; da qui, lasciandosi alle spalle un canale scolmatore, piega verso sud est in direzione del torrente Parma, in cui si immette all'altezza dell'abitato di Colorno. Immediatamente prima della foce riceve in destra idraulica le acque del cavo Galasso.

## Regime idrologico
Essendo un corso d'acqua alimentato da risorgive di pianura, la sua portata non subisce mai significative variazioni e rimane relativamente copiosa anche nella stagione estiva.

## Curiosità
Il paese di Colorno (caput Lurni) prende il nome appunto dal corso d'acqua.